# 曲阜市
曲阜市（きょくふし）は、中華人民共和国山東省済寧市に位置する県級市。省都・済南からは約130kmに位置する。泗河（泗水）が東から西へ流れている。
周・春秋時代の魯国の故地であるほか、孔子の生地として世界に知られている。曲阜は中国政府の「国家歴史文化名城」（歴史都市）の称号が真先にあたえられたほか、1994年にユネスコの世界遺産にも登録された。

## 歴史

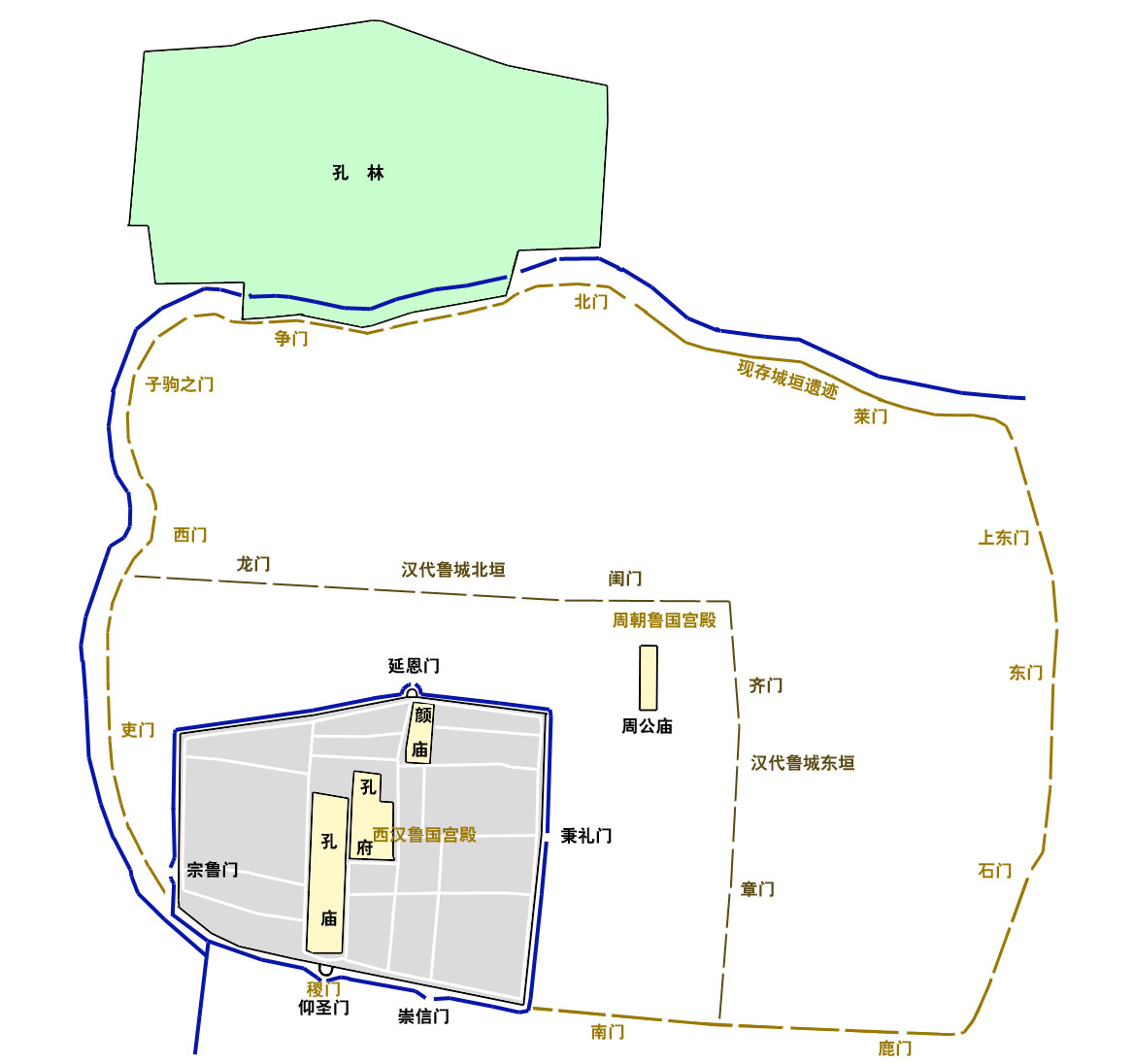
曲阜の地図。現在の城郭都市と、漢代などの城郭の跡

伝説では、三皇五帝の内の炎帝（神農氏）、黄帝とその子少昊が曲阜の地を都に定めたという。殷の時代は奄国に属していた。周の武王が周王朝を開いたとき、その弟で建国の功臣だった周公旦がこの地に分封され、魯公を称した。ただし魯の国は息子の伯禽に任せ、周公本人は魯にとどまらず朝廷にいて武王亡き後の不安定な政治を補佐したという。この時以来、この地は873年の長きにわたり魯国の都城であり、周の諸侯の国都の中でもっとも長く都であり続けた町だという。当時の曲阜は城壁の長さが約12kmで、四面に各3つずつ城門があった。城の西南は宮殿や祠・廟など王の建築群がある内城であり、城の西は陶を作る地区、城の北は冶金工業の地区、城の東は軍営、残りは市民の住居や市場などになっていた。城は周礼の規範を遵守して「左壇右社」「面朝後市」の通り整えられ、「礼儀の邦」の顕著な模範となっていた。

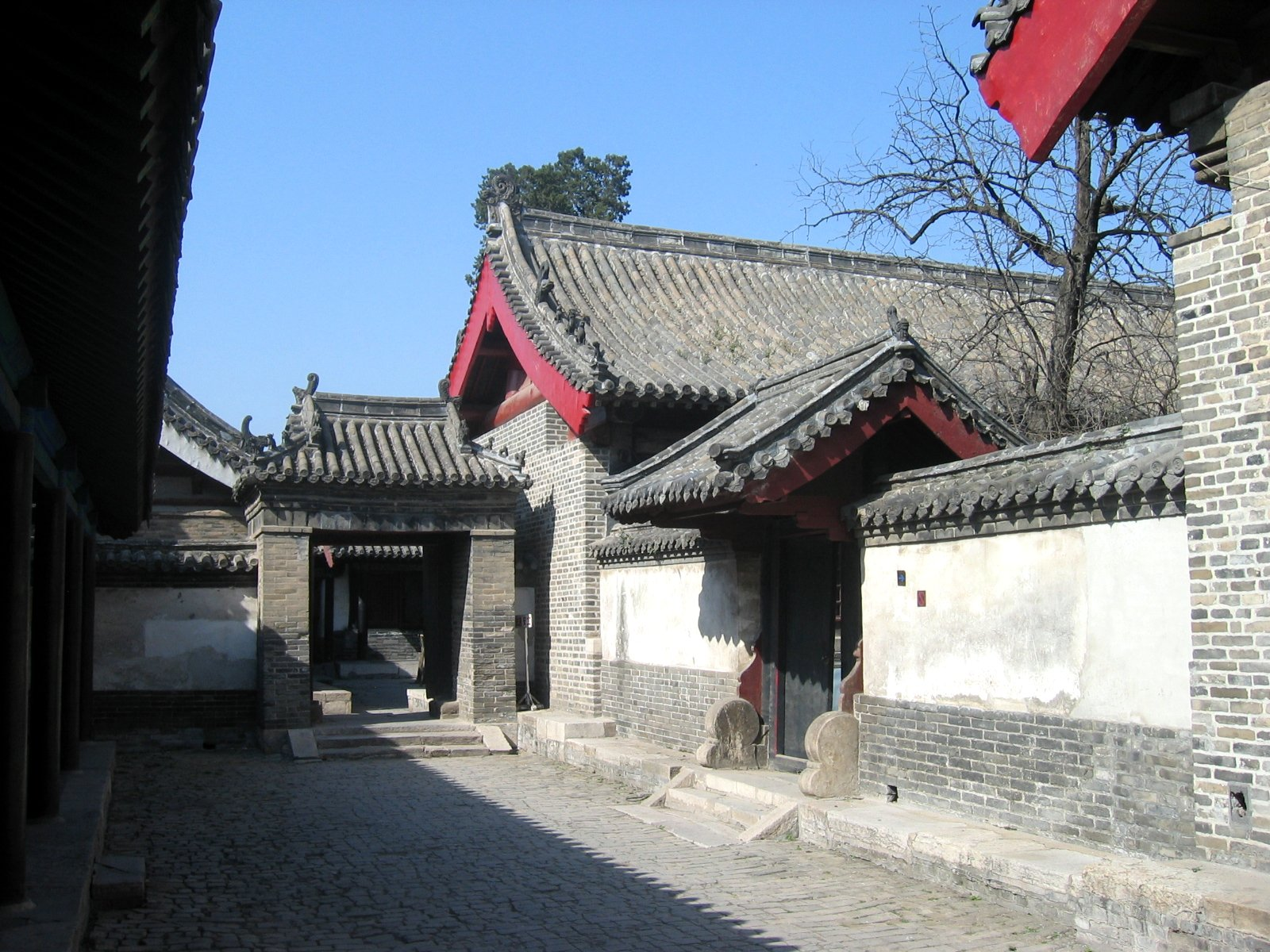
孔府の内部

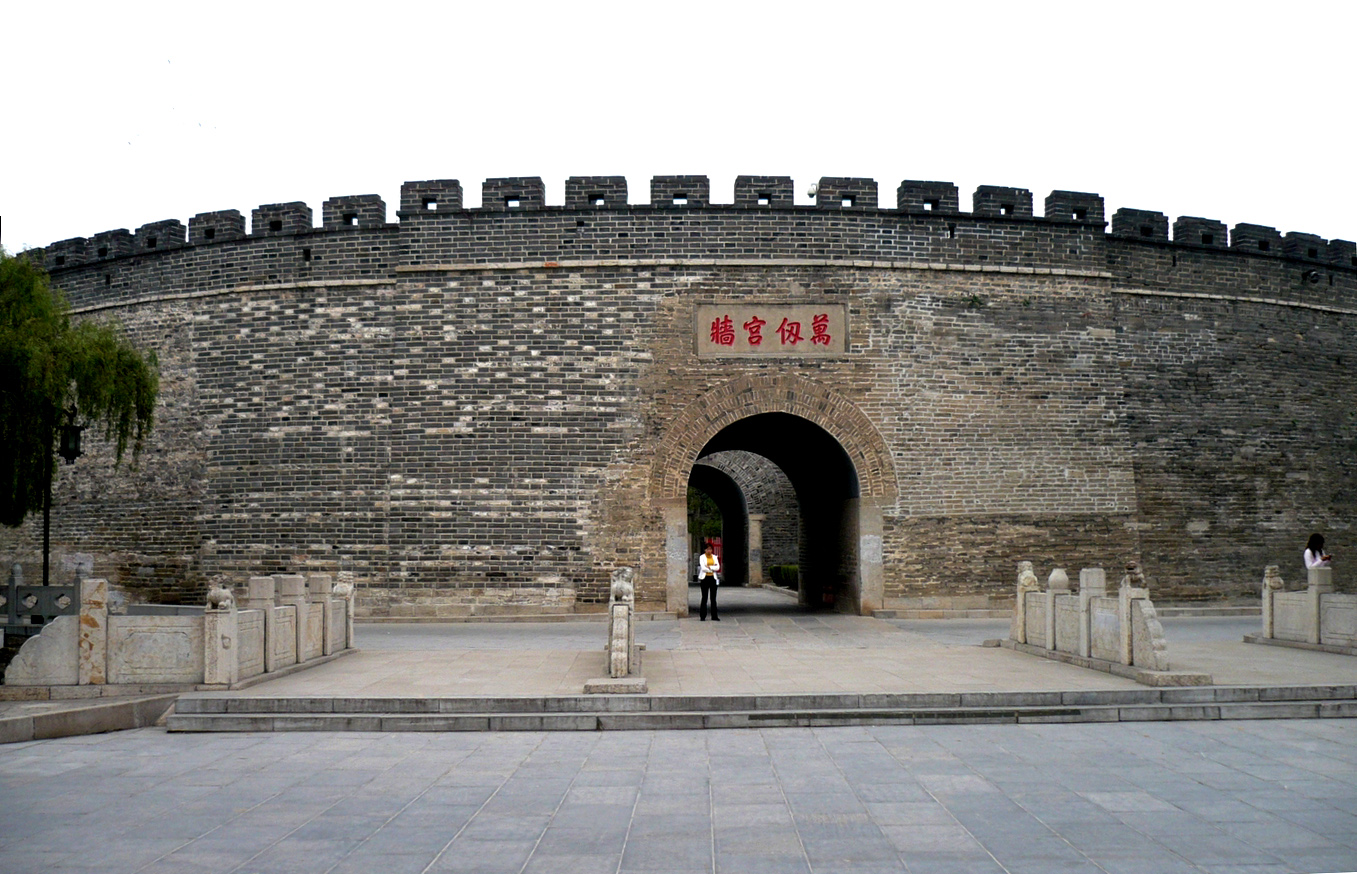
曲阜の正南門

春秋時代の魯に、後年「文聖」「大成至聖先師」と称えられる思想家・教育家である孔子が現れた。彼の思想は後に「儒教」と呼ばれ、中国や東アジアに数千年に渡り重大な影響を及ぼすこととなる。孔子の死後わずか1年で、魯公は孔子に対する祭奠を行った。前漢に入ると高祖・劉邦はさらに大々的に孔子を祭る儀式を執り行わせた。孔子の子孫たちは曲阜に代々居住し、歴代朝廷から封賞を受け「衍聖公」という称号を世襲し、次第に中国でも第一の名家となった。その一族は21世紀の今日に至るまで続いているほか（第77代孔徳成は台湾に在住していたが、2008年10月28日中華民国台湾・新店市の病院にて心肺機能不全のため88歳で死亡）、曲阜周辺には10万人を超える孔姓の人々が住んでいる。曲阜にある孔家の廟（孔子廟）や府（直系の子孫が住む宮殿）は孔廟・孔府と呼ばれ、歴代皇帝の保護のもと絶えず拡大し、今日見るような壮大な建築群となった。また曲阜の町の北方の、約10万の墓があるという林「孔林」は孔家の墓地で、一家族の墓地としては世界最大規模のものである。曲阜の孔府・孔廟・孔林（「三孔」）は世界遺産にも登録されている。ただし長年補修や管理が十分でなかった時期があり、文化大革命で一部損壊したものの修理も十分とはいえず、完全な状態ではない。そのほか、城の内外に孔子の弟子・顔回を祀る顔廟や西夏侯遺跡、周公廟、春秋書院、漢魯王墓、少昊陵、石門寺、宋景霊宮故址など無数の遺跡や文物が散在する。
戦国時代末期、魯国は楚国によって滅ぼされ、楚はこの地に魯県を置いた。前漢は、皇族をこの地に封じて魯王とし、ここを魯国とした。三国時代にはまた魯県が置かれ、魯郡を統治する中心地となった。隋になって「城の東に阜（おか）有り、委曲して長さは七八里」という由来から名を曲阜県と変え、兗州（えんしゅう）に属している。明清や近代まで、絶えず孔家の本拠として栄えてきたが新中国建国で孔家の直系子孫は台湾に逃れた。1982年に国家歴史文化名城に指定され、1986年には曲阜県は廃止され曲阜市となり、地級市・済寧市の管轄下におかれた。

## 経済

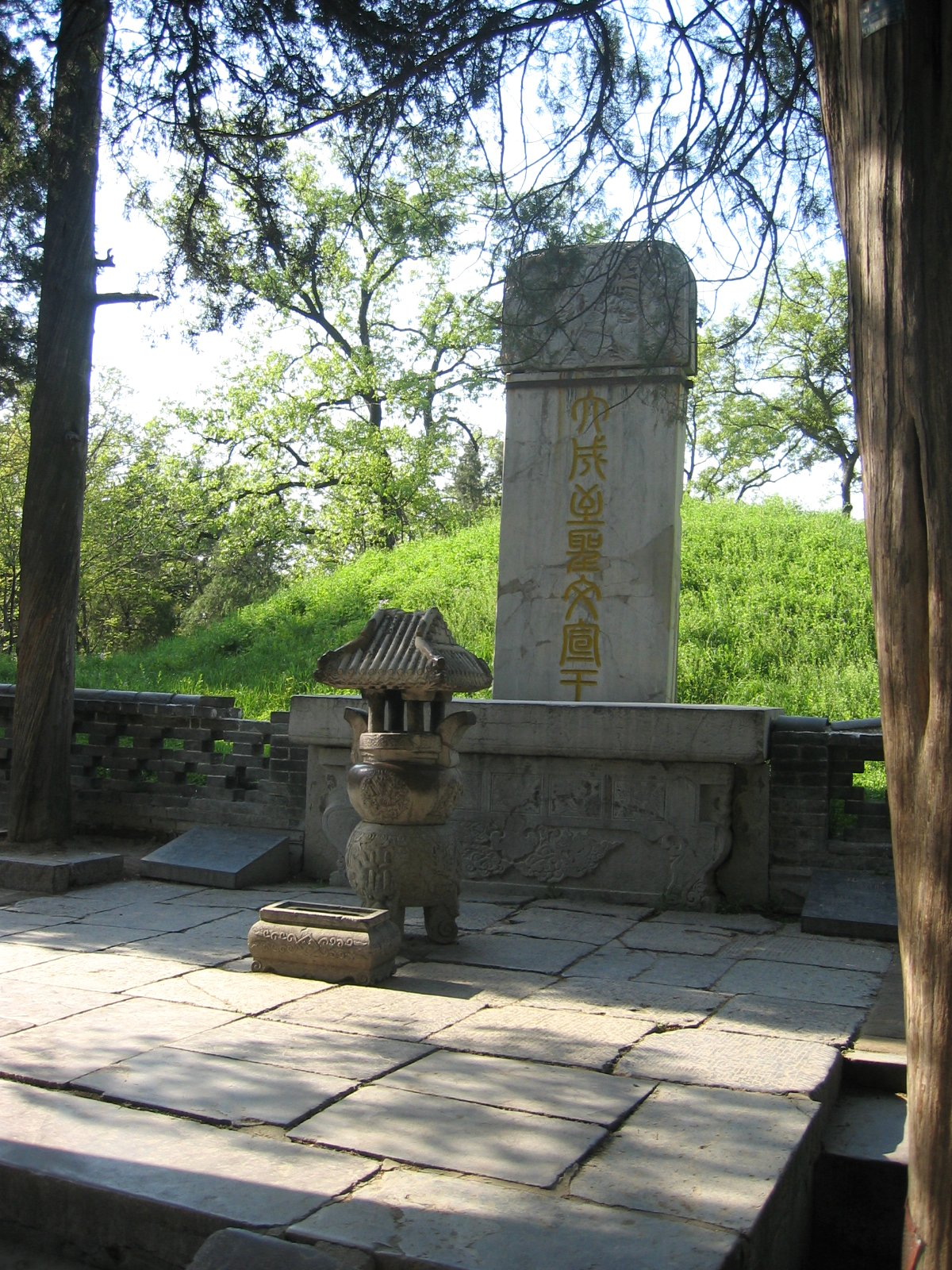
孔林の孔子墓

曲阜は魯南丘陵と魯西平原の交わる境であり、石炭貯蔵量が多い。市の年平均気温は13度、降水量は666mmである。農業は小麦、モロコシ、トウモロコシ、綿花が中心で、工業は石炭採掘と酒造業など。観光以外にあまり大きな産業はない。

## 行政区画
下部に4街道、8鎮を管轄する。
- 街道：魯城街道、書院街道、時荘街道、小雪街道
- 鎮：呉村鎮、姚村鎮、陵城鎮、尼山鎮、王荘鎮、息陬鎮、石門山鎮、防山鎮

## 交通
鉄道
- 兗州駅（中国語版） - 在来線の列車が発着する駅で、南北に走る京滬線と東西に走る新石線（中国語版）が交差する。
- 曲阜東駅 - 2011年に開業した京滬高速鉄道の駅。乗り換えなしの場合、当駅から省都の済南へは30分から50分[1]、首都北京へは2時間から2時間30分[2]、上海へは3時間30分から4時間30分[3]である。また、日蘭高速鉄道の列車が連絡線を経由し当駅を発着しており、青島へは2時間から3時間[4]、鄭州へも同程度の時間で到達可能[5]である。
- 曲阜南駅（中国語版） - 2021年に開業した日蘭高速鉄道（中国語版）の駅。当駅に停車する列車は上下線あわせて数本しかなく[6]、同路線の列車は主に曲阜東駅を発着する。

## 教育
- 曲阜師範大学

## 観光地
- 孔廟
- 孔府
- 曲阜魯国故城
- 孔林
- 漢魯王墓
- 顔廟

### 世界遺産
- 三孔

## 出身者
- 孔子 - 春秋時代の思想家。
- 丙吉 - 前漢の丞相。
- 孔融 - 後漢の学者・詩人。建安七子の一人。
- 孔尚任 - 清の劇作家。代表作は『桃花扇』。

## 友好都市
- 多久市（日本、1993年11月23日締結）